# Ernst Jakob Henne
Pour les articles homonymes, voir Henne.
Ernst Jakob Henne (né le 22 février 1904 et décédé le 23 mars 2005) était un pilote automobile et un pilote moto allemand.

## Biographie
Henne nait dans le village de Weiler, maintenant Weiler-Simmerberg. Son père est sellier. En 1919, Ernst Jakob Henne s'engage comme apprenti pour devenir mécanicien. En 1923, il prend part à sa première course, à Mühldorf am Inn. En 1925, il pilote au Grand Prix de Monza, sa première épreuve de renommée internationale. Il s'y classe sixième de la classe 350 cm3.
Henne devient bientôt un pilote majeur dans les courses automobiles et surtout motocyclistes, puisqu'il devient champion d'Allemagne 1926 en classe 500 cm3, puis en 1927 en classe 750 cm3. Il se distingue en remportant la Targa Florio 1928 moto. Ses meilleurs résultats en Grand Prix automobiles sont des sixièmes places au Grand Prix de Tchécoslovaquie 1934 ainsi qu'au Grand Prix de Pescara la même année, sur Mercedes-Benz W25 (par deux fois associé à Hanns Geier), alors qu'il sert à plusieurs reprises de pilote de réserve pour la marque à l'étoile. Guy Moll se tue en tentant de la dépasser à Pescara durant la saison 1934. En Tourisme, il s'impose sur BMW 328 à l'Eifelrennen en 1936, puis en mai 1937 au Grand Prix des Frontières, et quinze jours plus tard au Grand Prix de Bucarest, finissant cette année-là encore troisième au mois de septembre lors du RAC Tourist Trophy avec la 328.

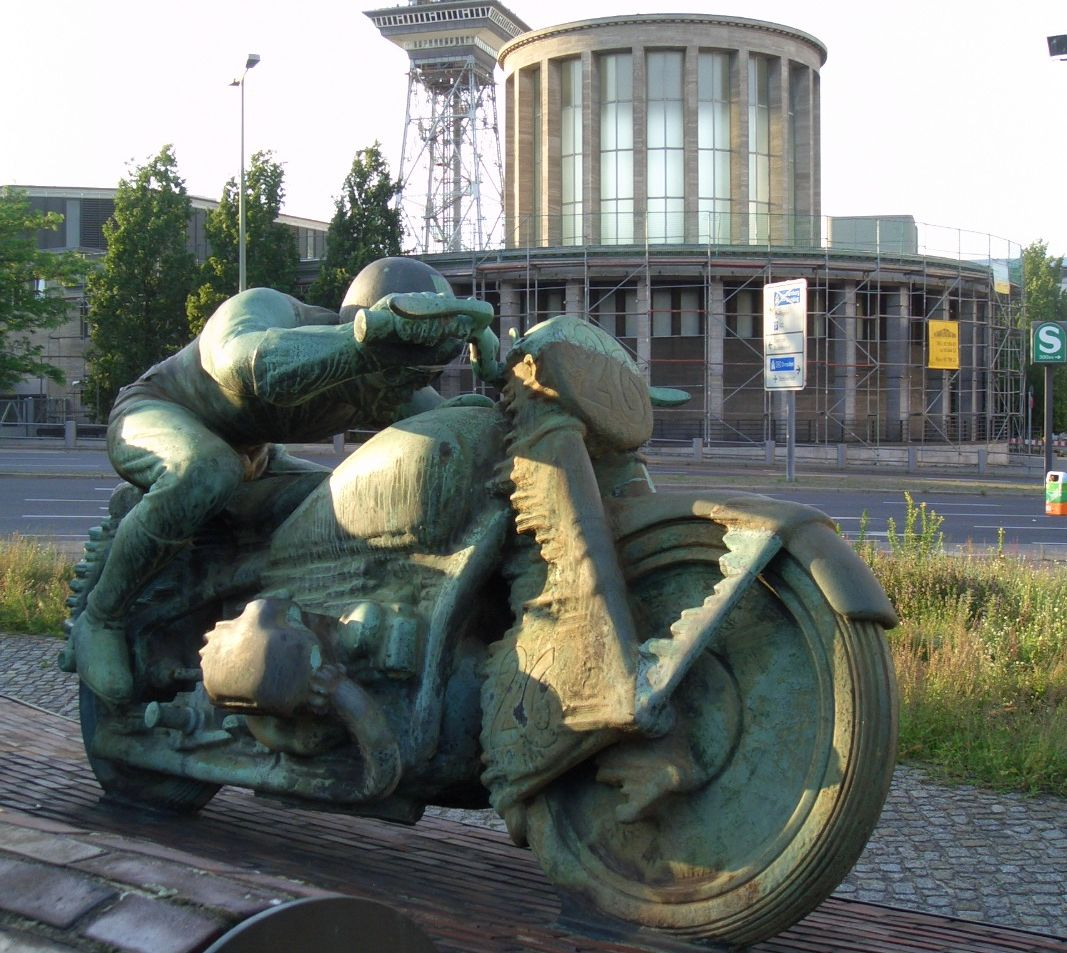
Ernst Henne, représenté en 1938/39 par (virage nord de l'AVUS).

Entre 1928 et 1937, il signe 76 records de vitesse sur terre (dont sept homologués comme record mondial de vitesse à moto, à partir de septembre 1929). Il réalise le dernier de ceux-ci le 28 novembre 1937 au volant d'une BMW 500 cm3 turbocompressée, à 279,503 km/h. Ce record n'a été battu que quatorze ans plus tard par son compatriote Wilhelm Herz (sur NSU).
Henne est l'un des sportifs allemands les plus importants des années 1930 aux côtés de Max Schmeling, Gottfried von Cramm, Rudolf Harbig, Rudolf Caracciola, Manfred von Brauchitsch ou encore Bernd Rosemeyer.
Après la Seconde Guerre mondiale, il ouvre un atelier Mercedes-Benz. En 1991, il crée la Fondation Ernst-Jakob-Henne pour aider « les victimes de l'infortune ». En 1996, il prend sa retraite avec son épouse sur les Îles Canaries où il décède en 2005 sur Grande Canarie, il était alors âgé de 101 ans.
Il était le beau-père de la femme d'affaires allemande Renate Thyssen-Henne.